# 溫甯萌
溫甯萌（1988年1月7日—），臺灣女子射箭選手，於2014年亞洲運動會上奪得女子射箭複合弓團體銀牌。

## 成績
- [2009年世界大學運動會]：團體冠軍
- 2013年亞洲射箭錦標賽：團體冠軍、混合團體季軍
- [2014年亞州運動會]：團體銀牌